# Alan Marshal
Alan Marshal, pseudonimo di Alan Willey (Sydney, 29 gennaio 1909 – Chicago, 13 luglio 1961), è stato un attore australiano.

## Biografia
I suoi genitori, Irby Marshal e l'inglese Leonard Willey, erano entrambi attori di teatro. Alan Marshal nacque a Sydney durante una tournée che la coppia aveva intrapreso sui palcoscenici delle più importanti città dell'Australia. Cresciuto a Hopewell Junction, una località dello Stato di New York, iniziò la carriera teatrale nel 1928 dopo aver assunto come cognome d'arte quello di nascita della madre. Recitò in diverse opere shakespeariane in cui ebbe quali maestri attori come George Arliss e Fritz Reuter Leiber Sr., e debuttò a Broadway nel 1933 con la pièce Foolscap, diretta e interpretata da Eduardo Ciannelli.
Dopo aver recitato in Canada ed essere apparso a Broadway in altre rappresentazioni teatrali quali Lady Jane (1934) e The Bishop Misbehaves (1935), fu chiamato a Hollywood per sottoporsi a un provino cinematografico, il cui positivo risultato gli valse un contratto di sette anni con il produttore David O. Selznick. Il debutto sugli schermi avvenne con un paio di ruoli di supporto, quello del capitano De Trevignac nel film Il giardino di Allah (1936), un'avventura romantica sullo sfondo esotico del deserto, interpretata da Marlene Dietrich e Charles Boyer e remake di un film muto di Rex Ingram, e il secondo nel ruolo di Robert Landis, la vittima del misterioso omicidio al centro della vicenda del giallo-rosa Dopo l'uomo ombra (1936), con William Powell e Myrna Loy.
Negli anni tra il 1937 e il 1941 Marshal apparve in diversi film prodotti dalla MGM, tra i quali Parnell (1937), trasposizione di un grande successo di Broadway sull'infelice storia d'amore tra il leader nazionalista irlandese Charles Stewart Parnell (Clark Gable) e una donna sposata, Katie O'Shea (Myrna Loy), pellicola che non ottenne però grande successo né di critica né di pubblico. Altra partecipazione di rilievo fu quella nel dramma storico Maria Walewska (1937), in cui fu il Maresciallo di Francia Philippe Antoine d'Ornano, rivale che contende a Charles Boyer (Napoleone Bonaparte) i favori della contessa polacca interpretata da Greta Garbo.
La carriera di Marshal giunse all'apice nel 1938 con l'interpretazione di Michael, lo scrittore mondano e alcolizzato che la frivola Julie (Joan Bennett) preferisce al posato insegnante Ives Towner (Henry Fonda) nel dramma Ho ritrovato il mio amore (1938), cui seguirono il ruolo di Phoebus, il capitano delle guardie di Parigi in Notre Dame (1939), al fianco di Maureen O'Hara e Charles Laughton, e quello di Jerrold Hunter, fidanzato di Ann Brandon (Ida Lupino) nel poliziesco Le avventure di Sherlock Holmes (1939), secondo film interpretato dalla coppia Basil Rathbone (Holmes) e Nigel Bruce (Watson).
Nel 1940 Marshal tornò al film in costume con Quelli della Virginia, accanto a Cary Grant e Martha Scott, una saga sulla guerra di indipendenza in cui si inseriscono le ponderose vicende drammatiche di una famiglia della Virginia. Ma furono i ruoli brillanti di bel giovanotto distinto e sofisticato a impegnarlo maggiormente, nella commedia romantica Irene (1940) di Herbert Wilcox e nello stravagante Tom, Dick e Harry (1941), commedia deliziosa e un po' stramba di Garson Kanin, incentrata sulle vicende amorose di una telefonista (Ginger Rogers), indecisa fra tre corteggiatori tra i quali spicca l'affascinante milionario Dick Hamilton, interpretato da Marshal. Altra partecipazione fu quella nel dramma in costume Lydia (1941) di Julien Duvivier, nel ruolo di Richard Mason.
Durante il periodo della seconda guerra mondiale Marshal, che era rimasto cittadino australiano, contribuì allo sforzo bellico degli Stati Uniti con lunghe tournée di intrattenimento per le truppe e con la vendita dei Buoni del Tesoro di guerra. Apparve ancora nel ruolo di Sir John Ashwood in un classico del periodo, Le bianche scogliere di Dover (1944), pellicola di propaganda filo britannica sulla romantica e tragica vicenda di una ragazza americana che sposa un baronetto inglese destinato a morire durante la prima guerra mondiale, così come il figlio della coppia morirà quasi tre decenni più tardi nel secondo conflitto.
Di indole caratteriale tendenzialmente inquieta, insofferente alle rigide regole dello star system hollywoodiano, Marshal non apparve più sugli schermi per diversi anni. All'inizio degli anni cinquanta riuscì a ridare impulso alla propria carriera passando alla televisione e partecipando a diverse serie di successo come Robert Montgomery Presents (1952), Perry Mason (1958), e Alfred Hitchcock presenta (1958). Riapparve sul grande schermo solo nel 1956 nella commedia Sesso debole? (film 1956), remake di Donne, celebre film diretto da George Cukor nel 1939.
Le ultime due apparizioni sul grande schermo furono nell'inquietante La casa dei fantasmi (1959) di William Castle, un piccolo classico dell'horror in cui Marshal interpretò il dottor David Trent, uno psicologo che viene invitato con altri ospiti a trascorrere una notte nel castello dell'eccentrico milionario Frederick Loren (Vincent Price); l'altra fu quella del coltivatore Hal Crane, in conflitto personale e di interessi con l'allevatore Blaise Starrett (Robert Ryan), nel western La notte senza legge (1959) di André De Toth.

## Vita privata
Dal secondo matrimonio con Mary Grace Borel, nota esponente dell'alta società di San Francisco, che sposò a Las Vegas nel 1938, Marshal ebbe un figlio, Kit, nato il 2 dicembre 1939.
Abbandonata la carriera cinematografica nel 1959 dopo ventiquattro film, e ritornato al teatro nei primi anni sessanta, Marshal morì improvvisamente il 13 luglio 1961 a Chicago per una crisi cardiaca, all'età di cinquantadue anni, durante le rappresentazioni della commedia Sextette, che stava interpretando sul palcoscenico accanto a Mae West, anche autrice della pièce.

## Filmografia

### Cinema
- Il giardino di Allah (The Garden of Allah), regia di Richard Boleslawski (1936)
- Dopo l'uomo ombra (After the Thin Man), regia di W. S. Van Dyke (1936)
- Notturno tragico (Night Must Fall), regia di Richard Thorpe (1937)
- Parnell, regia di John M. Stahl (1937)
- Maria Walewska (Conquest), regia di Clarence Brown (1937)
- Ho ritrovato il mio amore (I Met My Love Again), regia di Joshua Logan e Arthur Ripley (1938)
- Invisible Enemy, regia di John H. Auer (1938)
- The Road to Reno, regia di S. Sylvan Simon (1938)
- Passione ardente (Dramatic School), regia di Robert B. Sinclair (1938)
- Four Girls in White, regia di S. Sylvan Simon (1939)
- Exile Express, regia di Otis Garrett (1939)
- Le avventure di Sherlock Holmes (The Adventures of Sherlock Holmes), regia di Alfred L. Werker (1939)
- Notre Dame (The Hunchback of Notre Dame), regia di William Dieterle (1939)
- Married and in Love, regia di John Farrow (1940)
- Irene, regia di Herbert Wilcox (1940)
- Ha da venì (He Stayed for Breakfast), regia di Alexander Hall (1940)
- Quelli della Virginia (The Howards of Virginia), regia di Frank Lloyd (1940)
- Tom, Dick e Harry (Tom, Dick and Harry), regia di Garson Kanin (1941)
- Lydia, regia di Julien Duvivier (1941)
- Le bianche scogliere di Dover (The White Cliffs of Dover), regia di Clarence Brown (1944)
- Le sorprese dell'amore (Bride by Mistake), regia di Richard Wallace (1944)
- Sesso debole? (The Opposite Sex), regia di David Miller (1956)
- La casa dei fantasmi (House on Haunted Hill), regia di William Castle (1959)
- La notte senza legge (Day of the Outlaw), regia di André De Toth (1959)

### Televisione
- Lights Out – serie TV, episodio 3x03 (1950)
- The Clock – serie TV, 1 episodio (1951)
- Robert Montgomery Presents – serie TV, 1 episodio (1952)
- Climax! – serie TV, episodio 2x17 (1956)
- Playhouse 90 – serie TV, 1 episodio (1957)
- Perry Mason – serie TV, episodio 1x38 (1958)
- Buckskin – serie TV, 1 episodio (1958)
- General Electric Theater – serie TV, episodio 7x07 (1958)
- Carovane verso il West (Wagon Train) – serie TV, 1 episodio (1958)
- The Ann Sothern Show – serie TV, 1 episodio (1958)
- Alfred Hitchcock presenta (Alfred Hitchcock Presents) – serie TV, episodio 4x09 (1958)
- Gli uomini della prateria (Rawhide) – serie TV, episodio 1x05 (1959)
- Indirizzo permanente (77 Sunset Strip) – serie TV, episodio 1x21 (1959)
- Il tenente Ballinger (M Squad) – serie TV, episodio 2x26 (1959)
- Sugarfoot – serie TV, episodio 2x17 (1959)
- Bourbon Street Beat – serie TV, episodio 1x08 (1959)
- Surfside 6 – serie TV, episodio 1x32 (1961)

## Doppiatori italiani
- Alberto Sordi in Il giardino di Allah
- Giulio Panicali in Maria Walewska e Le bianche scogliere di Dover
- Gualtiero De Angelis in Passione ardente
- Ennio Cerlesi in Notre Dame
- Mauro Zambuto in Irene
- Riccardo Mantoni in La casa dei fantasmi